# Lega calcistica degli Emirati Arabi Uniti 1999-2000
La UAE Football League 1999-2000 è stata la 25ª edizione della massima competizione calcistica nazionale per club degli Emirati Arabi Uniti. La squadra campione in carica è l'Al-Wahda. A questa edizione della massima serie prendono parte 12 squadre. A laurearsi campione degli Emirati Arabi Uniti è per la sesta volta nella sua storia l'Al-Ain, mentre ad retrocedere in UAE Second Division sono il Baniyas e l'Al-Khaleej.

## Classifica
|                                |     | Classifica    | Pt | G  | V | N | P | GF | GS | DR  |
| ------------------------------ | --- | ------------- | -- | -- | - | - | - | -- | -- | --- |
| Emirati Arabi Uniti (bandiera) | 1.  | Al-Ain        | 29 | 11 | 9 | 2 | 0 | 29 | 8  | +21 |
|                                | 2.  | Al-Nasr       | 24 | 11 | 8 | 0 | 3 | 23 | 14 | +9  |
|                                | 3.  | Al-Wahda      | 17 | 11 | 5 | 2 | 4 | 21 | 19 | +2  |
|                                | 4.  | Al-Shaab      | 17 | 10 | 5 | 2 | 3 | 18 | 17 | +1  |
|                                | 5.  | Al-Jazira     | 16 | 11 | 5 | 1 | 5 | 21 | 18 | +3  |
|                                | 6.  | Al-Ahli Dubai | 16 | 11 | 5 | 1 | 5 | 17 | 18 | -1  |
|                                | 7.  | Al-Wasl       | 15 | 10 | 4 | 3 | 3 | 18 | 11 | +7  |
|                                | 8.  | Al-Shabab     | 15 | 11 | 4 | 3 | 4 | 14 | 15 | -1  |
|                                | 9.  | Ittihad Kalba | 11 | 11 | 3 | 2 | 6 | 16 | 21 | -5  |
|                                | 10. | Emirates      | 11 | 11 | 2 | 5 | 4 | 14 | 21 | -7  |
|                                | 11. | Baniyas       | 9  | 11 | 3 | 0 | 8 | 15 | 30 | -15 |
|                                | 12. | Al-Khaleej    | 4  | 11 | 1 | 1 | 9 | 15 | 29 | -14 |